# Хар-Юрях
Хар-Юрях — река в Аллаиховском улусе Якутии (Россия). Длина реки — 217 км, площадь водосборного бассейна составляет 1340 км².
Начинается в правобережье реки Тилех (правый приток Шандрина), от истока течёт на север. Южнее озера Арбунунде поворачивает на восток, у озера Андриан — снова на север, после чего входит в обильную озёрами заболоченную местность. Впадает в Восточно-Сибирское море между Колесовской отмелью и устьем реки Сундрун. Ширина реки вблизи устья равна 230 метрам, глубина — 2,5 метрам, скорость течения воды — 0,3 м/с.

## Притоки
Объекты перечислены по порядку от устья к истоку.
- 30 км: Дидирингдя-Сяне[2] (лв)
- 145 км: Виска[5] (пр)
- 159 км: Лайда-Аттовая[5] (пр)

## Данные водного реестра
По данным государственного водного реестра России относится к Ленскому бассейновому округу, речной бассейн — Алазея, водохозяйственный участок — реки бассейна Восточно-Сибирского моря (включая реку Алазея) от границы бассейна реки Индигирка на западе до границы бассейна реки Колыма на востоке.
Код объекта в государственном водном реестре — 18060000112117700070811.